# Каннський кінофестиваль 1978
31-й Каннський міжнародний кінофестиваль відбувся з 16 по 30 травня у Каннах, Франція. Золоту пальмову гілку отримав фільм Дерево для черевиків режисера Ерманно Ольмі. У цьому році відбувся дебют Жиля Жакоба як художнього директора фестивалю. Було започатковано нову позаконкурсну секцію «Особливий погляд» (фр. Un Certain Regard), яка замінила «Творчі очі» (фр. Les Yeux Fertiles,1975-1977), «Ефірний час» («L'Air du temps») та «Майбутнє» (фр. Le Passé composé).
У конкурсі було представлено 23 повнометражних фільми та 10 короткометражок. У програмі «Особливого погляду» показано 14 стрічок, у позаконкурсній програмі — 3. Фестиваль відкрито показом стрічки Мій лагідний і ніжний звір режисера Еміля Лотяну. Фільмом закриття фестивалю було обрано Федо́ра Біллі Вайдлера.

## Журі
- Голова: Алан Пакула, кінорежисер, продюсер  США
- Франко Брузаті, сценарист, режисер,  Італія
- Франсуа Шале, журналіст, історик кіно,  Франція
- Мішель Сіман, кінокритик,  Франція
- Клод Горетта, кінорежисер,  Швейцарія
- Андрій Кончаловський, кінорежисер, сценарист,  СРСР
- Геррі Солтцмен, театральний і кінорежисер  США
- Лів Ульман, акторка,  Норвегія
- Жорж Вакевич, сценограф, живописець,  Франція

## Фільми-учасники конкурсної програми
★Переможців виділено окремим кольором.
Повнометражні фільми
| Фільм                      | Назва мовою оригіналу          | Режисер                  | Країна                 |
| -------------------------- | ------------------------------ | ------------------------ | ---------------------- |
| Браво маестро              | Bravo maestro                  | Райко Грліч              | СФРЮ                   |
| Віолетта Нозьєр            | Violette Nozière               | Клод Шаброль             | Франція/ Канада        |
| Високоморальна ніч         | Egy erkölcsös éjszaka          | Карой Макк               | Угорщина               |
| Відчай                     | Despair                        | Райнер Вернер Фассбіндер | ФРН/ Франція           |
| ★Дерево для черевиків      | L'albero degli zoccoli         | Ерманно Ольмі            | Італія                 |
| Жінка-шульга               | Die linkshändige Frau          | Петер Гандке             | ФРН                    |
| Залишки корабельної аварії | Los restos del naufragio       | Рікардо Франко           | Іспанія/ Мексика       |
| Із зав'язаними очима       | Los ojos vendados              | Карлос Саура             | Іспанія/ Франція       |
| Імперія пристрасті         | 愛の亡霊 / Ai no Bōrei         | Наґіса Ошіма             | Японія                 |
| Крик                       | The Shout                      | Єжи Сколімовський        | Велика Британія        |
| Мій лагідний і ніжний звір | Мой ласковый и нежный зверь    | Еміль Лотяну             | СРСР/ ФРН              |
| Мінливості методу          | El recurso del método          | Мігель Літтін            | Куба/ Франція/ Мексика |
| Мольєр                     | Molière                        | Аріана Мнушкіна          | Франція/ Італія        |
| Незаміжня жінка            | An Unmarried Woman             | Пол Мазурський           | США                    |
| Наспів Джиммі Блексміта    | The Chant of Jimmie Blacksmith | Фред Скепісі             | Австралія              |
| Опівнічний експрес         | Midnight Express               | Алан Паркер              | США/ Велика Британія   |
| Повернення додому          | Coming Home                    | Гел Ешбі                 | США                    |
| Пристрасна мрія            | Kravgi gynaikon                | Жуль Дассен              | Греція/ Швейцарія      |
| Прощавай, самцю            | Ciao maschio                   | Марко Феррері            | Італія/ Франція        |
| Спіраль                    | Spirala                        | Кшиштоф Зануссі          | Польща                 |
| Хто зупинить дощ           | Who'll Stop the Rain           | Карел Рейш               | США                    |
| Це бомба                   | Ecce bombo                     | Нанні Моретті            | Італія                 |
| Чарівне дитя               | Pretty Baby                    | Луї Маль                 | США                    |

Короткометражні фільми
| Фільм                             | Назва мовою оригіналу                  | Режисер             | Країна          |
| --------------------------------- | -------------------------------------- | ------------------- | --------------- |
| Золотий серпантин                 | Le Serpentine d'oro                    | Анна Марія Тато     | Італія          |
| Лист другу                        | Letter to a Friend                     | Соня Гофманн        | Австралія       |
| На веслах через Атлантичний океан | La Traversée de l'Atlantique à la rame | Жан-Франсуа Лагіоні | Франція         |
| Нові резиденти                    | Uj lakok                               | Гілаї Лівіуш        | Угорщина        |
| О, мій любий                      | Oh My Darling                          | Борге Рінг          | Нідерланди      |
| Різдвяний ранок                   | Christmas Morning                      | Тірнан МакБрайде    | Ірландія        |
| Спецблюдо від Дунсбері            | A Doonesbury Special                   | Джон Габлі          | США             |
| Хвороба                           | Maladie                                | Поль Веккіалі       | Франція         |
|                                   | The Oriental Nightfish                 | Ієн Емес            | Велика Британія |

## Особливий погляд
| Фільм                          | Назва мовою оригіналу             | Режисер                   | Країна                        |
| ------------------------------ | --------------------------------- | ------------------------- | ----------------------------- |
| Алям, алям                     | اليـام اليـام/Alyam, alyam        | Ахмед ель Маануні         | Марокко                       |
| Балкон у лісі                  | Un balcon en forêt                | Мішень Мітрані            | Франція                       |
| Гітлер — фільм з Німеччини     | Hitler — ein Film aus Deutschland | Ганс-Юрген Зіберберг      | ФРН/ Франція/ Велика Британія |
| Досить хороша людина           | Aika hyvä ihmiseksi               | Рауні Молльберг           | Фінляндія                     |
| Досьє на 51-го                 | Le dossier 51                     | Мішель Девіль             | Франція/ ФРН                  |
| Коко: горила, що розмовляє     | Koko, le gorille qui parle        | Барбет Шредер             | Франція                       |
| Людина з мармуру               | Człowiek z marmuru                | Анджей Вайда              | Польща                        |
| Наапет                         | Наапет                            | Генріх Малян              | СРСР                          |
| Новий клан: Спадщина ненависті | The New Klan: Heritage of Hate    | Леслі Шац, Елінор Бінгхем | США                           |
| Окана: переривчастий портрет   | Ocaña, retrat intermitent         | Вентура Понс              | Іспанія                       |
| Повернення старого             | Die Rückkehr des alten Herrn      | Войтех Ясни               | Австрія                       |
| Полковник Делміро Гувейя       | Coronel Delmiro Gouveia           | Геральдо Сарно            | Бразилія                      |
|                                | Grand hôtel des palmes            | Меме Перліні              | Італія                        |

## Фільми позаконкурсної програми
| Фільм           | Назва мовою оригіналу | Режисер         | Країна       |
| --------------- | --------------------- | --------------- | ------------ |
| Світанок мерців | Dawn Of The Dead      | Джордж Ромеро   | Італія/ США  |
| Федо́ра          | Fedora                | Біллі Вайдлер   | Франція/ ФРН |
| Останній вальс  | The Last Waltz        | Мартін Скорсезе | США          |

## Нагороди
- Золота пальмова гілка: Дерево для черевиків, режисер Ерманно Ольмі
- Гран-прі:
  - Прощавай, самцю, режисер Марко Феррері
  - Крик, режисер Єжи Сколімовський
- Приз за найкращу чоловічу роль: Джон Войт — Повернення додому
- Приз за найкращу жіночу роль:
  - Джилл Клейберг — Незаміжня жінка
  - Ізабель Юппер — Віолетта Нозьєр
- Приз за найкращу режисуру: Наґіса Ошіма — Імперія пристрасті
- Технічний гран-прі: Чарівне дитя, режисер Луї Маль
- Золота камера (нагорода за режисерський дебют): Поза законом, режисер Роберт Янг
- Золота пальмова гілка за короткометражний фільм: На веслах через Атлантичний океан, режисер Жан-Франсуа Лагіоні
- Приз журі за короткометражний фільм:
  - Спецблюдо від Дунсбері, режисери Джон Габлі, Фейт Габлі і Гаррі Трюдо
  - О, мій любий, режисер Борге Рінг
- Приз міжнародної федерації кінопреси (ФІПРЕССІ):
  - Людина з мармуру, режисер Анджей Вайда
  - Запах диких квітів, режисер Срджан Каранович
- Приз екуменічного (християнського) журі:
  - Дерево для черевиків
  - Спіраль